# Tom Schönherr
Tom Schönherr (* 8. August 1954 in Stuttgart) ist ein deutscher Designer und Mitbegründer von Phoenix Design.

## Leben
Tom Schönherr studierte an der Staatlichen Akademie der Bildenden Künste Stuttgart Produkt- und Industriedesign. Nach dem Studium arbeitete er als Designer bei frog design und gründete 1987 zusammen mit Andreas Haug das Designstudio Phoenix Design in Stuttgart. Schönherr erhielt für seine Arbeiten aus den Branchen Investitionsgüterindustrie, Unterhaltungselektronik, Kommunikationselektronik, Hausgeräte und Sanitär höchste nationale und internationale Designpreise. So gestaltete er maßgeblich z. B. die Auftritte von Unternehmen wie Hansgrohe, Loewe, Viessmann und Duravit. Die Markenprodukte dieser Unternehmen sind deutscher und internationaler Bestandteil der Alltagskultur geworden. Außerdem wirkt er als Juror beim iF Industrie Forum Design und beim Rat für Formgebung bei der Verleihung von Designpreisen mit und ist Mitautor des Buches "Das Diktat der Markenführung" (Gabler Verlag). Im "aed Verein zur Förderung von Architektur, Engineering und Design in Stuttgart e.V." sitzt Tom Schönherr im Beirat.

## Auszeichnungen
Tom Schönherr gewann 1998 den internationalen Lucky Strike Designer Award. 2012 wurde ihm der German Design Award in der Kategorie "Persönlichkeit" verliehen, der eng verknüpft ist mit dessen Vorläufer, dem Designpreis der Bundesrepublik Deutschland. Zusammen mit Andreas Haug erhielt der Designer den Deutschen Design-Preis für ihr Lebenswerk. Insgesamt erhielt Tom Schönherr mit Phoenix Design über 500 Auszeichnungen. Weitere namhafte Preise sind der iF gold award für den Beitrag "Individual Line | TV" für die Loewe AG sowie der Staatspreis des Internationalen Designpreises Baden-Württemberg "Focus in Gold" 2011.